# Brassia gireoudiana
Espèce
Synonymes
- Oncidium gireaudianum
 (Rchb.f. & Warsz.) Rchb.f. (1863)
- Brassia verrucosa ssp. gireoudiana
(Rchb.f. & Warsz.) Dressler & N.H. Williams (2003)

Statut CITES
Brassia gireoudiana est une espèce d'orchidée originaire du Costa-Rica et du Panama.